# Campionat del món d'escacs femení de 1962
El campionat del món d'escacs femení de 1962 fou guanyat per Nona Gaprindaixvili, qui va batre la campiona regnant Ielizaveta Bíkova en el matx pel títol.

## Torneig de Candidates, 1961
El Torneig de Candidates es va celebrar a Vrnjačka Banja entre l'octubre i el novembre de 1961 i fou dominat per la nova estrella emergent Gaprindaixvili, que va estar tot el torneig imbatuda, i acabà dos punts sencers per damunt de la seva rival més propera.
|    | Jugadora                              | 1 | 2 | 3 | 4 | 5 | 6 | 7 | 8 | 9 | 10 | 11 | 12 | 13 | 14 | 15 | 16 | 17 | Punts | Desempat |
| -- | ------------------------------------- | - | - | - | - | - | - | - | - | - | -- | -- | -- | -- | -- | -- | -- | -- | ----- | -------- |
| 1  | Nona Gaprindaixvili (Unió Soviètica)  | - | 1 | ½ | ½ | 1 | 1 | 1 | 1 | ½ | 1  | 1  | ½  | ½  | ½  | 1  | 1  | 1  | 13    |          |
| 2  | Valentina Borissenko (Unió Soviètica) | 0 | - | 0 | ½ | 1 | 1 | 1 | ½ | 1 | ½  | ½  | ½  | ½  | 1  | 1  | 1  | 1  | 11    |          |
| 3  | Kira Zvorykina (Unió Soviètica)       | ½ | 1 | - | ½ | 1 | 0 | 0 | 1 | 0 | ½  | 1  | ½  | 1  | 1  | 0  | 1  | 1  | 10    |          |
| 4  | Verica Nedeljković (Iugoslàvia)       | ½ | ½ | ½ | - | 0 | 0 | ½ | ½ | 1 | ½  | ½  | 1  | ½  | ½  | 1  | 1  | 1  | 9½    | 68.00    |
| 5  | Milunka Lazarević (Iugoslàvia)        | 0 | 0 | 0 | 1 | - | 1 | 0 | ½ | 1 | 1  | 0  | ½  | 1  | 1  | 1  | 1  | ½  | 9½    | 67.75    |
| 6  | Tatiana Zatulovskaya (Unió Soviètica) | 0 | 0 | 1 | 1 | 0 | - | 1 | 0 | 0 | ½  | 0  | 1  | 1  | 1  | 1  | 1  | 1  | 9½    | 64.00    |
| 7  | Alexandra Nicolau (Romania)           | 0 | 0 | 1 | ½ | 1 | 0 | - | 1 | 1 | ½  | ½  | ½  | ½  | 0  | 1  | ½  | 1  | 9     | 66.50    |
| 8  | Larissa Volpert (Unió Soviètica)      | 0 | ½ | 0 | ½ | ½ | 1 | 0 | - | 1 | 1  | ½  | 0  | 1  | 1  | 0  | 1  | 1  | 9     | 65.00    |
| 9  | Eva Ladanyike-Karakas (Hongria)       | ½ | 0 | 1 | 0 | 0 | 1 | 0 | 0 | - | 1  | ½  | 1  | 1  | ½  | ½  | 1  | 1  | 9     | 63.25    |
| 10 | Elisabeta Polihroniade (Romania)      | 0 | ½ | ½ | ½ | 0 | ½ | ½ | 0 | 0 | -  | 1  | 1  | ½  | 1  | 0  | 1  | 1  | 8     |          |
| 11 | Henrijeta Konarkowska (Polònia)       | 0 | ½ | 0 | ½ | 1 | 1 | ½ | ½ | ½ | 0  | -  | ½  | 0  | ½  | ½  | ½  | ½  | 7     |          |
| 12 | Chantal Chaudé de Silans (França)     | ½ | ½ | ½ | 0 | ½ | 0 | ½ | 1 | 0 | 0  | ½  | -  | 1  | 0  | ½  | 0  | ½  | 6     | 48.75    |
| 13 | Gisela Kahn Gresser (Estats Units)    | ½ | ½ | 0 | ½ | 0 | 0 | ½ | 0 | 0 | ½  | 1  | 0  | -  | 1  | 1  | ½  | 0  | 6     | 46.50    |
| 14 | Lisa Lane (Estats Units)              | ½ | 0 | 0 | ½ | 0 | 0 | 1 | 0 | ½ | 0  | ½  | 1  | 0  | -  | 1  | 0  | 1  | 6     | 42.25    |
| 15 | Fenny Heemskerk (Països Baixos)       | 0 | 0 | 1 | 0 | 0 | 0 | 0 | 1 | ½ | 1  | ½  | ½  | 0  | 0  | -  | 0  | 1  | 5½    | 40.50    |
| 16 | Elfriede Rinder (RFA)                 | 0 | 0 | 0 | 0 | 0 | 0 | ½ | 0 | 0 | 0  | ½  | 1  | ½  | 1  | 1  | -  | 1  | 5½    | 31.00    |
| 17 | Hundsuren (Mongolia)                  | 0 | 0 | 0 | 0 | ½ | 0 | 0 | 0 | 0 | 0  | ½  | ½  | 1  | 0  | 0  | 0  | -  | 2½    |          |

## Matx pel Campionat, 1962
El matx pel campionat del món es va diputar a Moscou el 1962. Una Gaprindaixvili de 20 anys va derrotar àmpliament la campiona defensora del títol Bíkova per 9-2, sense perdre ni una sola partida, per esdevenir la cinquena, - i de molt, la més jove - Campiona del món femenina.
|                                      | 1 | 2 | 3 | 4 | 5 | 6 | 7 | 8 | 9 | 10 | 11 | Total |
| ------------------------------------ | - | - | - | - | - | - | - | - | - | -- | -- | ----- |
| Ielizaveta Bíkova (Unió Soviètica)   | ½ | 0 | 0 | 0 | ½ | 0 | 0 | ½ | ½ | 0  | 0  | 2     |
| Nona Gaprindaixvili (Unió Soviètica) | ½ | 1 | 1 | 1 | ½ | 1 | 1 | ½ | ½ | 1  | 1  | 9     |